# Корни (Дамбовица)
Корни (рум. Corni) насеље је у Румунији у округу Дамбовица у општини Корнацелу. Oпштина се налази на надморској висини од 164 m.

## Становништво
Према подацима из 2002. године у насељу је живело 189 становника, од којих су сви румунске националности.